# Голуб, Даниил Олегович
Даниил Олегович Голуб (укр. Данило Олегович Голуб; род. 3 июля 2003, Угледар, Донецкая область) — украинский футболист, полузащитник клуба «Буковина».

## Игровая карьера
Футбольный путь начинал в команде «Азовсталь» (Мариуполь). Выступал в юношеско-молодежных командах «Шахтера», «Мариуполя», «Ингульца», «Колоса» и «Миная». В юношеско-молодежных соревнованиях под эгидой УПЛ провел 65 матчей (15 голов), а в чемпионате Украины ДЮФЛ — 84 матча (29 голов).
В 2022 году дебютировал в украинской Премьер-лиге в составе ФК «Минай», а именно 29 августа в выездном поединке 2-го тура против ФК «Александрия» — Даниил вышел на замену вместо Руслана Паламара на 68-й минуте матча, а уже на 91-минуте отличился и дебютным голом. Всего в составе закарпатской команды до завершения 2023 года провел 11 матчей в национальном чемпионате и 1 поединок сыграл в кубке Украины.
С января 2024 года и до завершения сезона был игроком одесского «Черноморца», в составе которого не получил чрезмерной игровой практики, приняв участие лишь в двух матчах, выходя на поле на последних минутах. В июле того же года подписал контракт с перволиговым футбольным клубом «Буковина».